# Хардвик, Томас Уильям
То́мас Уи́льям Ха́рдвик (англ. Thomas William Hardwick; 9 декабря 1872, Томасвилл, Джорджия, США — 31 января 1944, Сандерсвилл, Джорджия, США) — американский политик, член палаты представителей Джорджии (1898—1902), член палаты представителей США от 10-го округа Джорджии, сенатор от штата Джорджия (1914—1919) и губернатор Джорджии (1921—1923).

## Биография

### Ранние годы
Окончил Университет Мерсер в 1892 году со степенью бакалавра искусств, получил докторскую степень от Университета Джорджии в 1893-м.

### Политическая деятельность
Томас Хардвик был прокурором округа Вашингтон, Джорджия с 1895 по 1897 годы. В 1898 году был избран в палату представителей Джорджии, в 1903 — в палату представителей США от этого же штата.

#### Деятельность на посту сенатора
С 1914 по 1919 года Хардвик представлял Джорджию в Сенате США. Будучи сенатором, он стал соавтором Закона об иммиграции 1918 года, который был принят в октябре того же года. Новый закон позволил депортировать любого негражданина, принадлежавшего к анархистской организации или распространявшего анархистскую литературу.
29 апреля 1919 года, сенатор Хардвик стал жертвой покушения от сторонников анархиста Луиджи Галлеани. Те отправили Хардвику бомбу-ловушку в его резиденцию в Джорджии. Бомба взорвалась, когда служанка попыталась открыть пакет, оторвав ей руку. От взрыва тяжело пострадала жена сенатора.

#### Деятельность на посту губернатора
Томас Хардвик служил губернатором Джорджии с 1921 по 1923 годы. Его деятельность на посту запомнилась историческим решением назначить Ребекку Фелтон на пост сенатора от Джорджии, вследствие чего та стала первой женщиной-сенатором.